# Dorian Popa
Dorian Popa (n. 7 august 1988, Constanța, România) este un vlogger, compozitor, dansator, cântăreț și actor român. A devenit cunoscut în 2011, odată cu apariția sa în serialul Pariu cu viața alături de colegii săi din Lala Band, unde l-a interpretat pe Andrei Anghel, serial care a primit premiul pentru „cel mai bun debut” la Gala Premiilor VIP.
Este masterand al Facultății de Relații Publice în Marketing în cadrul A.S.E. A câștigat premiul „Bărbat de succes al anului 2014” din cadrul galei Celebrity Awards. În 2015 a apărut în reality show-ul „Sunt celebru, scoate-mă de aici!”, difuzat de Pro TV.
În 2019 a jucat rolul lui Mario în celebrul serial Sacrificiul de la Antena 1 realizat de Ruxandra Ion.
A apărut pe coperțile revistelor TV Mania, TV Satelit, Men’s Health, și Bravo.
În 2015, a fost implicat într-un accident rutier, însă nu a fost rănit și a dublat vocea personajului Sohone din Mune: Gardianul Lunii. În prezent susține mai multe concerte prin țară și este vlogger pe canalul său de youtube.
În ianuarie 2021 acesta a vrut să își adauge la nume porecla care l-a consacrat: Hatz, dar s-a răzgândit.
Face parte din juriul concursului de talente Next Star de la Antena 1, alături de CRBL, Pepe, Alina Eremia, Lidia Buble, Loredana Groza și Ștefan Bănică.

## Filme
| Seriale/ Telenovele/ Filme | Seriale/ Telenovele/ Filme  | Seriale/ Telenovele/ Filme     | Seriale/ Telenovele/ Filme |
| An                         | Titlu                       | Rol                            | Note                       |
| -------------------------- | --------------------------- | ------------------------------ | -------------------------- |
| 2011-2013                  | Pariu cu viața              | Andrei Anghel                  | protagonist                |
| 2014                       | O nouă viață                | Andrei Anghel                  | protagonist                |
| 2017                       | Ghinionistul                | Niro                           | personaj                   |
| 2019- 2020                 | Sacrificiul                 | Mario                          | personaj                   |
| 2019                       | 5GANG: Un altfel de Crăciun | Dorian                         | personaj                   |
| 2019                       | Marea Aventură Lego 2       | Batman (voce, versiune română) | personaj                   |
| 2020                       | Zăpadă, Ceai și Dragoste    |                                | film cinematografic        |
| 2021                       | Tabăra                      | Dorian                         | personaj                   |
| 2022                       | Secretul lui Zorillo        | Menestrel                      | personaj                   |

## Discografie
Single-uri
- Cât trei (2013)[17]
- Pe placul tău (2014)[17]
- Dragoste nebună (cu JO) (2014)[18]
- Nimeni altcineva (cu Corina) (2014),[19] a treisprezecea cea mai difuzată melodie din România în 2015.[20]
- Lasă cucu-n pace (cu Ruby) (2015)[21]
- Bună, ce mai zici? (cu Ruby) (2015)
- Trofeu cu Eliza (2015)[22]
- Buze (cu What's UP) (2016)
- Sare pe rană (cu Ruby) (2016)
- Jocuri Deocheate (cu Giulia Anghelescu) (2016)
- Fanele (cu Liviu Teodorescu și Laura Giurcanu) (2017)
- De amor (2017)
- Nu poți să mă uiți (cu Amna) (2017)
- Ghinionistul (2017)
- HATZ (cu SHIFT) (2018)
- VINOVAT (cu Nicole Cherry) (2018)
- MISTLETOE (2018)
- Banii (cu AMNA) (2019)
- Sută la sută (cu SELLY) (2019)
- Cealaltă ea (cu Amna) (2020)
- Mă vrea (cu Abi) (2020)
- Sar pe noi (cu Liviu Teodorescu) (2020)
- Înoată Cheluțu' (cu Cheluțu) (2020)
- Cheluțu cu Brăduțu (cu Cheluțu) (2020)
- Dragoste încercată (cu Andreea Bănică) (2021)
- Timpul le rezolvă pe toate (cu Iuliana Beregoi) (2021)
- Zile de vară (cu Cheluțu) (2021)
- Pare rău, pare bine (cu Amna) (2021)
- Îți plac banii (2021)
- La dans (cu YNY Sebi) (2022)
- Motivul Meu (cu Amna) (2022)
- SHAORMA (2023)
- ZODIAC (cu Adi Cristescu & Antonio Pican) (2023)
- Shoturi (cu AMNA) (2023)
- DA (cu Liviu Teodorescu) (2023)
- Merg Mai Departe (2023)